# Étang de la Sabine d'en-Haut
La Sabine d'en-Haut est un étang des Pyrénées françaises, situé en Ariège, dans le massif de l'Aston à 2 122 mètres d'altitude.
L'accès se fait en 4h40 depuis le parking du barrage de Riète (1096m).

## Géographie
Il se trouve sur le territoire de la commune d'Aston en contrebas du pic de Thoumasset (2741 m).

## Histoire
Le nom de Sabine provient d'une légende locale. Cette légende date de XVIIIe siècle et explique que trois ménestrels ont coupé un arbre situé entre la sabine d'en haut et la sabine d'en bas et l'ont porté jusqu'au vallon de Rieutort pour venir en aide à leur amante, Sabine.